# Ricardo La Volpe

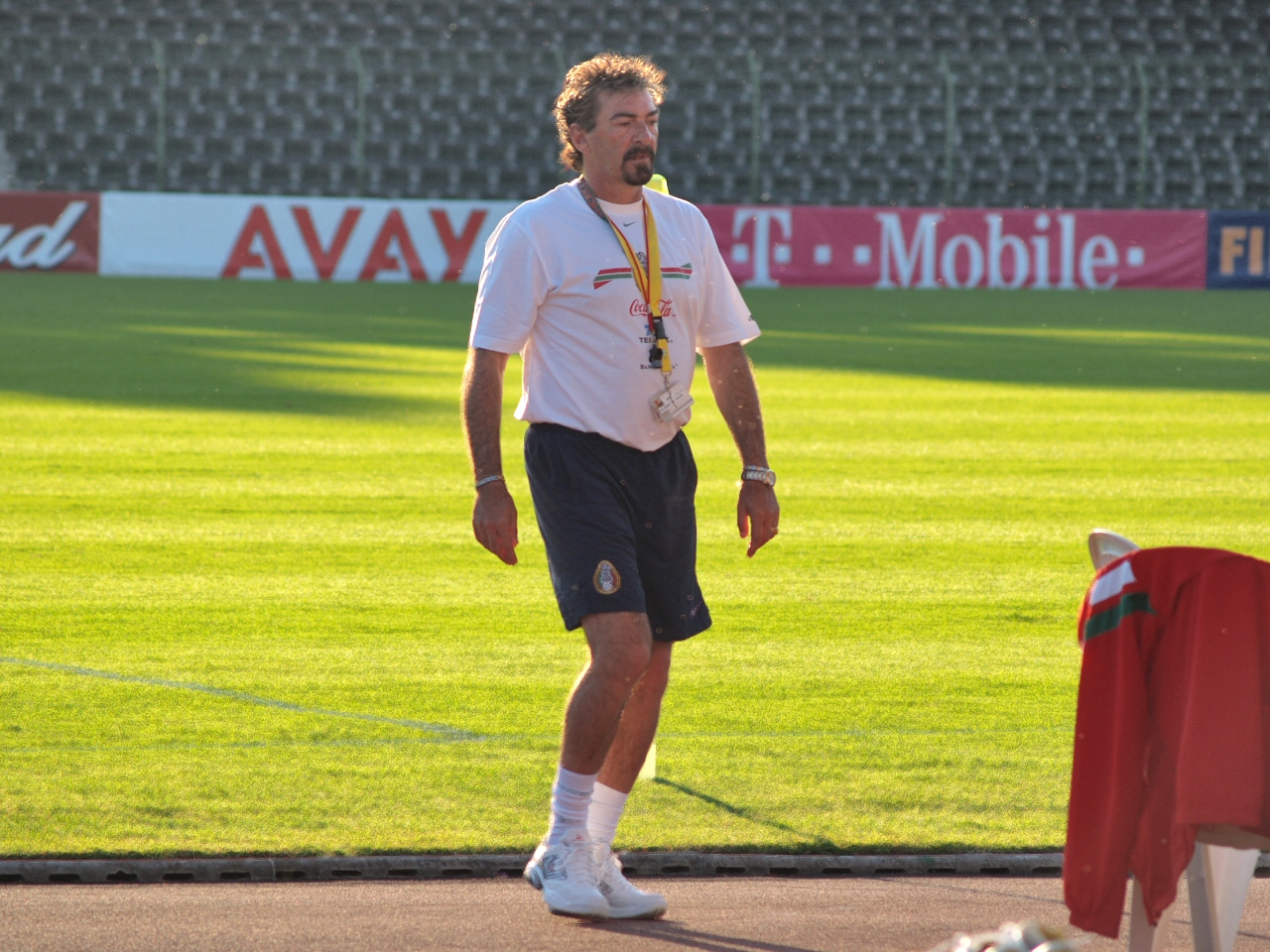

Ricardo Antonio La Volpe (Buenos Aires, 6 februari 1952) is een Argentijnse voormalig voetbalspeler- en trainer, die onder meer werkzaam was bij Boca Juniors en het Mexicaans nationaal elftal.
Als voetballer speelde La Volpe als doelman voor CA Banfield, CA San Lorenzo de Almagro, CF Atlante en CF Oaxtepec.  Tijdens het WK voetbal 1978 won hij in eigen land met het Argentijns voetbalelftal de finale van het Nederlands Elftal.
La Volpe was als coach actief in de Primera División de México, waar hij Puebla FC, CF Atlante, Chivas de Guadalajara, Querétaro FC, Club América, Atlas Guadalajara en Club Toluca trainde. Hij boekte daar wisselende resultaten, maar stond wel bekend om zijn aanvallende stijl van voetballen en het veelvuldig inbrengen van jonge spelers. In 1992 werd het Mexicaans kampioenschap binnengehaald.
Als gevolg van zijn ervaringen in Mexico werd hij daar bondscoach en wist hij zich met het Mexicaans elftal moeiteloos te kwalificeren voor het WK 2006. Ook kwam de ploeg goed voor de dag tijdens de Confederations Cup 2005. Toch heeft hij enkele keren onder flinke druk gestaan nadat hij diverse aanvaringen had met onder andere de pers, clubeigenaren, Hugo Sánchez en Cuauhtémoc Blanco. Zijn populariteit daalde daarmee enorm, maar ondanks alles mocht hij wel aanblijven als coach. De ervaringen met Blanco leidden er wel toe dat hij niet werd geselecteerd in de selectie voor het WK 2006. Na het WK nam La Volpe ontslag als bondscoach en ging aan de slag bij de Argentijnse topclub Boca Juniors. In december 2006 nam La Volpe ontslag nadat Boca Juniors er niet in was geslaagd de Argentijnse landstitel te winnen. Kort daarna tekende hij bij Vélez Sarsfield. Hij coachde in de jaren die volgden verscheidene Zuid-Amerikaanse clubs en sloot in 2017 zijn trainersloopbaan af bij Club América.
1 Alonso ·
2 Ardiles ·
3 Baley ·
4 Bertoni ·
5 Fillol ·
6 Gallego ·
7 L. Galván ·
8 R. Galván ·
9 Houseman ·
10 Kempes ·
11 Killer ·
12 Larrosa ·
13 La Volpe ·
14 Luque ·
15 Olguín ·
16 Ortiz ·
17 Oviedo ·
18 Pagnanini ·
19 Passarella  ·
20 Tarantini ·
21 Valencia ·
22 Villa ·
Coach: Menotti